# Junkyard
Junkyard ist eine US-amerikanische Hard-Rock- und Sleaze-Rock-Band, die 1987 in Los Angeles gegründet wurde.

## Geschichte
Die Band wurde 1987 gegründet, ursprüngliche Mitglieder waren unter anderem Max Gottlieb als Gitarrist und Songwriter sowie Johnny Hell am Schlagzeug. Auch der bekannte Skateboarder Tony Alva gehörte als Bassist anfänglich kurzzeitig zur Band, verließ diese jedoch. Sein Nachfolger wurde Clay Anthony, der 2020 auf Hawaii bei einem Autounfall ums Leben kam. Bald darauf stabilisierte sich die Besetzung mit Sänger David Roach, Gitarrist Chris Gates (zuvor bei den Big Boys), Bassist Clay Anthony und Schlagzeuger Patrick Muzingo. Kurz vor den Aufnahmen zum ersten Album kam Brian Baker (ehemals Dag Nasty/Minor Threat) als Leadgitarrist in die Band.
1989 erschien das selbstbetitelte, von Tom Werman produzierte Debütalbum, nachdem die Gruppe Anfang 1988 beim Majorlabel Geffen Records einen Plattenvertrag unterzeichnet hatte. Es erreichte Platz 105 in den Billboard 200. 1991 folgte die zweite Platte, Sixes, Sevens and Nines, von Ed Stasium produziert und mit Beiträgen von Steve Earle. Clay Anthony wurde durch Todd Muscat am Bass ersetzt. 1992 wurde die Band vom Label entlassen, ein drittes Album war schon aufgenommen, aber wurde zunächst nicht veröffentlicht. Die Band trennte sich, Brian Baker ging zu Bad Religion.
Im Jahr 2000 reformierte sich die Gruppe, nun mit Gitarrist Tim Mosher, und ein Livealbum wurde veröffentlicht. Die Band spielte unter anderem mehrfach in Europa. 2003 erschien die EP Tried and True, 2008 wurde ein Album mit bislang unveröffentlichtem Material von einem ersten Demo herausgebracht, Put it on Ten and Pull the Knobs Off!. 2017 erschien ein neues Studioalbum, High Water. 2019 wurde zudem die 1992 unveröffentlicht gebliebene Platte unter dem Titel Old Habits Die Hard veröffentlicht.
Sänger David Roach starb am 1. August 2025 im Alter von 59 Jahren infolge einer Krebserkrankung.

## Diskografie
Studioalben
- 1989 – Junkyard
- 1991 – Sixes, Sevens & Nines
- 2017 – High Water
- 2019 – Old Habits Die Hard (aufgenommen 1992)

EP
- 2003 – Tried and True

Livealbum
- 2000 – Shut Up – We’re Trying to Practice!

Wiederveröffentlichung
- 2008 – Put It on Ten and Pull the Knobs Off!

Demos
- 1989 – XXX
- 1989 – Joker

Samplerbeiträge
- Youth Gone Wild: Heavy Metal Hits of the ’80s, Vol. 4
- Geffen Vintage 80's Presents: It Rocks
- World’s Greatest Heavy Metal Anthems